# Додумався, вітаю!
«Додумався, вітаю!» (рос. «Додумался, поздравляю!») — радянський дитячий фільм 1976 року. Прем'єра відбулася в січні 1977 року.

## Сюжет
Юра Чернов — кволий і боязкий московський школяр, звільнений від фізкультури, через це всі в класі над ним сміються. Його батька, військового, переводять служити на Далекий Схід, і там хлопчик вирішує почати нове життя. Він представляється разрядником з боксу, а командир гарнізону якраз забороняє секцію з боксу. Школярі організовують товариську зустріч Юри з місцевим боксером, щоб довести командиру необхідність створення секції, і Юра, знає про бокс лише за підручниками, випадково перемагає в поєдинку. Тепер у нього залишається лише один вихід: «стати великим».

## У ролях
- Олексій Єршов — Юра Чернов
- Олег Анофрієв — Євген, батько Юри, майор Державної прикордонної служби
- Галина Польських — Людмила Леонідівна, мати Юри
- Наталія Теніщева — Світлана
- Юрій Юр'єв — Головін
- Людмила Мухіна — Таня
- Роман Мадянов — Лаврик
- Андрій Карпов — Петраков
- Олена Зубкова — Вірочка
- Оксана Костя — Тоня Філімонова
- Сергій Молчанов — Витін
- Ігор Кожевников — Суровцев
- Олена Ісаєва — школярка, що розповідає чутки
- Гіулі Чохонелідзе — Сухіашвілі, полковник Прикордонних військ, командир гарнізону  (озвучував  Леонід Каневський)
- Валерій Козинець — Рижкин, прапорщик Державної прикордонної служби
- Галина Комарова — Лідія Петрівна, вчителька математики
- Любов Соколова — класна керівниця
- Олена Санаєва — попутниця в поїзді «Москва — Находка»
- Володимир Качан — попутник в поїзді «Москва — Находка», виконавець пісні «Дорожня»
- Юрій Кузьменков — моряк-попутник в поїзді «Москва — Находка»

## Знімальна група
- Режисер — Едуард Гаврилов
- Сценарист — Анатолій Усов
- Оператор — Георгій Купріянов
- Композитор — Тихон Хренников
- Художник — Олександр Кузнецов